# Peruansk bergsviscacha
Peruansk bergsviscacha (Lagidium peruanum) är en art i familjen harmöss som förekommer i Andernas bergsregioner.
Den skiljer sig från chinchillor bland annat genom betydligare storlek, längre ben och längre öron. Den verkar som en kanin, som fått en lång svans och som rör sig liksom denna. Peruansk bergsviscacha når en kroppslängd omkring 30 centimeter och därtill kommer en upp till 45 centimeter lång svans. Vikten ligger i genomsnitt vid 1,3 kilogram (0,9 till 1,6 kg). Pälsfärgen på ryggen är i låglandet mörkgrå och i bergstrakter brun. Buken är ljusare, ibland vitaktig.
Utbredningsområdet sträcker sig från centrala Peru till norra Chile och vid Titicacasjön når den även Bolivia. Arten förekommer i olika habitat men alltid ska det finnas några platser med klippor. I torra habitat finns den ofta nära vattenansamlingar. Vid kusten går arten ner till 300 meters höjd och i bergstrakter upp till 5 000 meter över havet.
Denna bergsviscacha äter bara växter, som gräs, lav och mossa. Peruansk bergsviscacha har boet i bergssprickor. Individerna lever i grupper med upp till 80 medlemmar. Dessa kolonier bildas av familjegrupper med upp till 5 individer. Den parar sig mellan oktober och november och vanligen föds efter 140 dagars dräktighet en enda unge.
Den jagas uteslutande för köttets skull.